# Giacomo Bazzan
Giacomo Bazzan (Vescovana, 13 gennaio 1950 – Loreo, 25 dicembre 2019) è stato un pistard e ciclista su strada italiano.

## Carriera
Nato nel 1950 a Vescovana, in provincia di Padova, nel 1969, a 19 anni, è arrivato in nazionale dilettanti su pista, conquistando la medaglia d'argento nell'inseguimento a squadre Dilettanti ai Mondiali di Brno insieme a Pietro Algeri, Antonio Castello e Giorgio Morbiato, terminando dietro all'Unione Sovietica. Campione d'Italia su pista nell'inseguimento a squadre nel 1970 e in quello individuale nel 1971, proprio in quest'ultimo anno ha vinto altre due medaglie iridate Dilettanti su pista a Varese 1971, diventando campione del mondo nell'inseguimento a squadre con Pietro Algeri, Luciano Borgognoni e Giorgio Morbiato e conquistando il bronzo in quello individuale. Nel 1971 è stato anche medaglia d'oro ai Giochi del Mediterraneo di Smirne 1971 nell'inseguimento a squadre su pista.
A 22 anni ha partecipato ai Giochi olimpici di Monaco di Baviera 1972, nell'inseguimento a squadre su pista, insieme a Pietro Algeri, Luciano Borgognoni e Giorgio Morbiato, non riuscendo a passare il turno di qualificazione, 9º con il tempo di 4'31"64 (passavano ai quarti di finale le prime otto squadre).
Nel 1973 è passato professionista con la Jollj Ceramica, con la quale ha preso parte a tre Giri d'Italia (arrivando 83º nel 1973, 80º nel 1974 e 62º nel 1975) e al Tour de France 1975, dove si è ritirato. Contemporaneamente su pista ha partecipato ad altri due Mondiali con la nazionale professionisti, in entrambi i casi nell'inseguimento, terminando 8º a Montréal 1974 e sfiorando il podio (4º) a Rocourt 1975. Nel 1974 è stato riserva della nazionale su strada ai Mondiali di Montréal.
Ha chiuso la carriera nel 1976, a 26 anni, dopo una stagione alla Ferrauto.
È morto la notte di Natale 2019, prima di compiere 70 anni.

## Palmarès

### Pista
- 1970 (una vittoria)

Campionati italiani, Inseguimento a squadre Dilettanti
- 1971 (una vittoria)

Campionati italiani, Inseguimento Dilettanti

## Piazzamenti

### Strada

#### Grandi Giri
- Giro d'Italia

1973: 83º
1974: 80º
1975: 62º
- Tour de France

1975: ritirato (11ª tappa)

### Pista

#### Competizioni mondiali
- Campionati del mondo

Brno 1969 - Inseguimento a squadre Dilettanti: 2º
Varese 1971 - Inseguimento a squadre Dilettanti: vincitore
Varese 1971 - Inseguimento Dilettanti: 3º
Montréal 1974 - Inseguimento: 8º
Rocourt 1975 - Inseguimento: 4º
- Giochi olimpici

Monaco di Baviera 1972 - Inseguimento a squadre: 9º